# Peter Tait

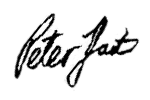
Autogramm von Peter Tait

Peter Tait ist ein neuseeländischer Schauspieler, Synchronsprecher, Drehbuchautor und Filmregisseur.

## Leben
Tait lebte Anfang der 1980er Jahre in Wellington und danach in Auckland. 15 Jahre lebte er im Far North District, wo er an einer Jungen-Maori-Schule unterrichtete. Er begann ab den 1980er Jahren neben dem Theaterschauspiel auch Rollen in Film- und Fernsehserienproduktionen zu übernehmen. Von 1992 bis 1993 spielte er in der Fernsehserie Shortland Street die Rolle des Hugh. In den späten 1990er Jahren erhielt er Episodenrollen in den Fernsehserien Xena – Die Kriegerprinzessin und Der junge Hercules. 2003 stellte er im Blockbuster Der Herr der Ringe: Die Rückkehr des Königs die Rolle des Uruk Shagrat dar. Seit 2014 stellt er in unterschiedlichen Abständen die Rolle des Doug Randall in der Fernsehserie Brokenwood – Mord in Neuseeland dar. 2021 übernahm er eine Rolle im Kurzfilm The Man Downstairs, der am 5. November 2021 auf dem NZ international Film Festival gezeigt wurde. 2022 spielte er in fünf Episoden der Fernsehserie Der Herr der Ringe: Die Ringe der Macht die Rolle des Südländers Tredwill.

## Filmografie (Auswahl)

### Schauspiel
- 1982: Carry Me Back
- 1983: Wildpferde (Wild Horses)
- 1983: The Garlick Thrust (Fernsehfilm)
- 1984: Inside Straight (Fernsehserie, Episode 1x06)
- 1988: Talkback (Fernsehfilm)
- 1988: Stirb niemals allein (Never Say Die)
- 1989: The Shadow Trader (Miniserie, Episode 1x01)
- 1989: Kitchen Sink (Kurzfilm)
- 1989: Zilch!
- 1992: Mon Desir (Kurzfilm)
- 1992: The Singing Trophy (Kurzfilm)
- 1992: Blue Black Permanent
- 1992: Desperate Remedies
- 1992–1993: Shortland Street (Fernsehserie, 5 Episoden)
- 1995: Der Flug des Albatros
- 1996: Xena – Die Kriegerprinzessin (Xena: Warrior Princess, Fernsehserie, Episode 1x06)
- 1997: The Bar (Kurzfilm)
- 1998: Der junge Hercules (Young Hercules, Fernsehserie, Episode 1x25)
- 2001: Back River Road
- 2003: Der Herr der Ringe: Die Rückkehr des Königs (The Lord of the Rings: The Return of the King)
- 2003: Bogans (Kurzfilm)
- 2004: Charlie
- 2009: Underworld – Aufstand der Lykaner (Underworld: Rise of the Lycans)
- 2011: Underbelly: Land of the Long Green Cloud (Fernsehserie, 3 Episoden)
- 2013: Harry (Fernsehserie, Episode 1x02)
- 2013: Super City (Fernsehserie, 2 Episoden)
- seit 2014: Brokenwood – Mord in Neuseeland (The Brokenwood Mysteries, Fernsehserie)
- 2015: Venus and Mars (Fernsehfilm)
- 2015: A Load of Trouble (Kurzfilm)
- 2015: K Rd Stories (Fernsehserie, Episode 1x02)
- 2017: Thicket (Kurzfilm)
- 2018: In Dark Places (Fernsehfilm)
- 2018: Westside (Fernsehserie, Episode 4x03)
- 2018: Run Rabbit (Kurzfilm)
- 2021: Optimisty: Karibskiy sezon (Fernsehserie, 4 Episoden)
- 2021: The Man Downstairs (Kurzfilm)
- 2021: Marieville (Kurzfilm)
- 2022: Der Herr der Ringe: Die Ringe der Macht (The Lord of the Rings: The Rings of Power, Fernsehserie, 5 Episoden)
- 2023: Bouncers (Miniserie, 2 Episoden)
- 2023: Sweet Tooth (Fernsehserie, 2 Episoden)

### Filmschaffender
- 1993: Bradman (Kurzfilm; Regie)
- 2001: Back River Road (Drehbuch, Regie)
- 2003: Bogans (Kurzfilm; Drehbuch)
- 2021: The Man Downstairs (Kurzfilm; Drehbuch)

### Synchronisationen
- 2023: Kiri and Lou (Animationsserie, 3 Episoden)